# مثل پدر، مثل فرزند
مثل پدر، مثل فرزند (به ژاپنی: そして父になる) ترجمه از ژاپنی و پدر شدن فیلمی ژاپنی در سبک درام به کارگردانی هیروکازو کورئیدا محصول سال ۲۰۱۳ است.
این فیلم یکی از نامزدهای نخل طلایی جشنواره فیلم کن ۲۰۱۳ بود. همچنین جایزه هیئت داوران این جشنواره را برای هیروکازو کورئیدا به ارمغان آورد.
این فیلم با عنوان پدران و پسران از شبکه نمایش در ایران پخش شد.

## خلاصهٔ داستان
ریوتا (ماساهارو فوکویاما) معماری موفق در توکیو است که ساعت‌های زیادی از شبانه‌روز را برای تأمین زندگی همسرش میدوری (ماچیکو اونو) و پسر شش ساله‌اش، کیتا، به کار اختصاص می‌دهد اما وقتی که آزمایش خون نشان می‌دهد که کیتا به هنگام تولد با کودکی دیگر جابجا شده است، این دو خانواده بسیار متفاوت به یکدیگر می‌رسند و مجبور به گرفتن تصمیمی سخت و سرنوشت‌ساز می‌گردند.

## بازیگران
- ماساهارو فوکویاما در نقش ریوتا نونومیا
- یوکو ماکی در نقش یوکاری سایکی
- جون کونیمورا در نقش کازوشی کامیاما
- ماچیکو اونو در نقش میدوری نونومیا
- کیرین کیکی در نقش ریکو ایشیزکی
- ایسائو ناتسویاگی در نقش ریوسوکه نونومیا
- لیلی فرانکی در نقش یودای سایکی
- جون فوبوکی در نقش نوبوکو نونومیا
- شوگن هوانگ در نقش ریوسِی سایکی
- کیتا نونومیا در نقش کیتا نونومیا